# Koven
Koven, osnovna skupina vještica koja se sastojala od trinaest članova, odnosno od dvanaest vještica kojima je predsjedao vrag. Pojam je uvela i razradila britanska arheologinja i egiptologinja Margaret Murray (1863. – 1963.) u svojoj knjizi Vještičji kult u Zapadnoj Europi (1921.) promovirajući vjerovanje da su se sve vještice u Europi okupljale u kovenima. Smatra se vještičjom grupom podrške, programom obučavanja u umijeću vještičarstva te grupom za osvješćivanje i duhovne studije.
Organiziran je na bazi ćelije, u male skupine čiji su članovi duboko predani jedni drugima i vještičjoj religiji i praksama. Na čelu skupine nalazi se visoki svećenik ili visoka svećenica, dok ostalih jedanaest sudionika čini članove kovena. Unutar kovena vještice zajedničkim snagama sudjeluju u izvođenju obreda i magijskih praksi te dodatnu moć dobivaju iz zajedništva. Osim kod izvođenja raznih obreda, koven se sastaje i za proslavu crnog sabata. Uvjet za pristupanje kovenu je inicijacija koja se provodi kroz obred posvećenja u kojem se otkrivaju unutarnja učenja i grupne tajne. Svaki koven je autonoman u obredu, vjerovanjima i obučavanju. Grupe kovena koje imaju iste obrede mogu se držati dijelovima iste tradicije.